# Classique de Saint-Sébastien 1990
La 10e édition de la Classique de Saint-Sébastien a lieu le 11 août 1990. Remportée par l'Espagnol Miguel Indurain, de l'équipe Banesto, elle est la septième épreuve de la Coupe du monde.

## Classement final
| Pos. | Cycliste              | Équipe             | Temps           |
| ---- | --------------------- | ------------------ | --------------- |
| 1    | Miguel Indurain       | Banesto            | 6 h 19 min 59 s |
| 2    | Laurent Jalabert      | Toshiba            | + 2 min 24 s    |
| 3    | Sean Kelly            | PDM-Concorde       | m.t.            |
| 4    | Tony Rominger         | Chateau d'Ax       | m.t.            |
| 5    | Federico Echave       | CLAS-Cajastur      | + 2 min 29 s    |
| 6    | Steve Bauer           | 7-Eleven           | m.t.            |
| 7    | Enrique Aja           | Teka               | m.t.            |
| 8    | Jesús Rodríguez Magro | Banesto            | m.t.            |
| 9    | Pascal Richard        | Helvetia-La Suisse | m.t.            |
| 10   | Marino Lejarreta      | Once               | m.t.            |